# Северна Македонија на Светском првенству у атлетици на отвореном 2023.
Македонија је учествовала на 19. Светском првенству у атлетици на отвореном 2023. одржаном у Будимпешти од 19. до 27. августа петнаести пут. Репрезентацију Македоније представљала је 1 атлетичарка која се такмичила у маратону , 
На овом првенству такмичарка Македонија није освојила ниједну медаљу, нити је остварила неки резултат.

## Учесници
Жене: 
- Адријана Поп Арсова — Маратон

## Резултати

### Жене
| Атлетичарка         | Дисциплина | Лични рекорд | Квалификације | Квалификације | Полуфинале | Полуфинале | Финале             | Финале             | Детаљи |
| Атлетичарка         | Дисциплина | Лични рекорд | Резултат      | Место         | Резултат   | Место      | Резултат           | Место              | Детаљи |
| ------------------- | ---------- | ------------ | ------------- | ------------- | ---------- | ---------- | ------------------ | ------------------ | ------ |
| Адријана Поп Арсова | Маратон    | 2:35:29      |               |               |            |            | Није завршила трку | Није завршила трку |        |